# 載重噸位
載重噸位 (Deadweight tonnage，縮寫為D.W.T.、d.w.t.、dwt或TDW)係指船舶能夠安全運載的质量，載重噸位並不包括船舶本身重量。計算上包含貨物、燃料、淡水、壓艙水、糧食、旅客及船員之重量。

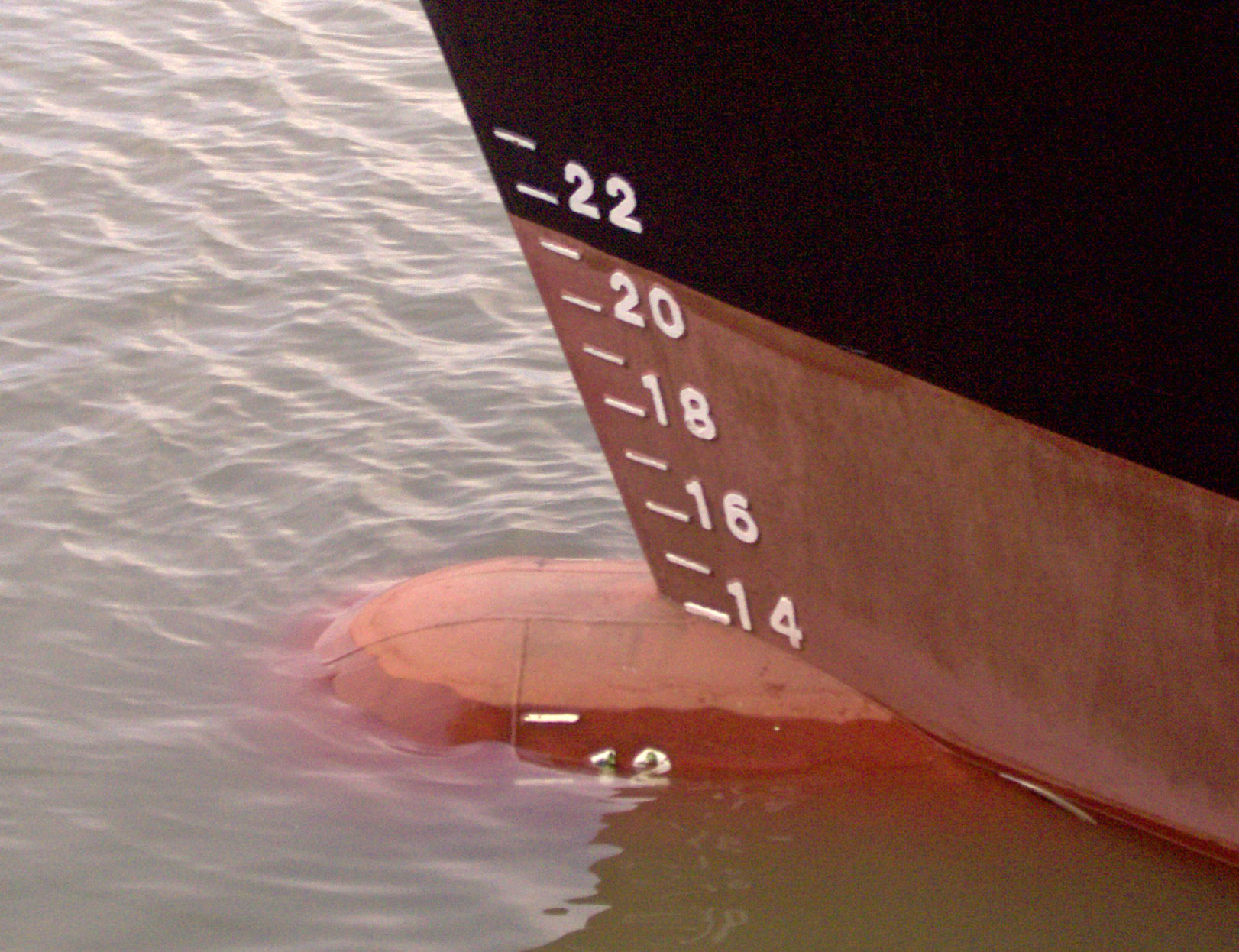
船舶載重愈大，其吃水愈深。 最大載重噸是指船舶在沒有危險的低水位的情況下可以承載的重量。

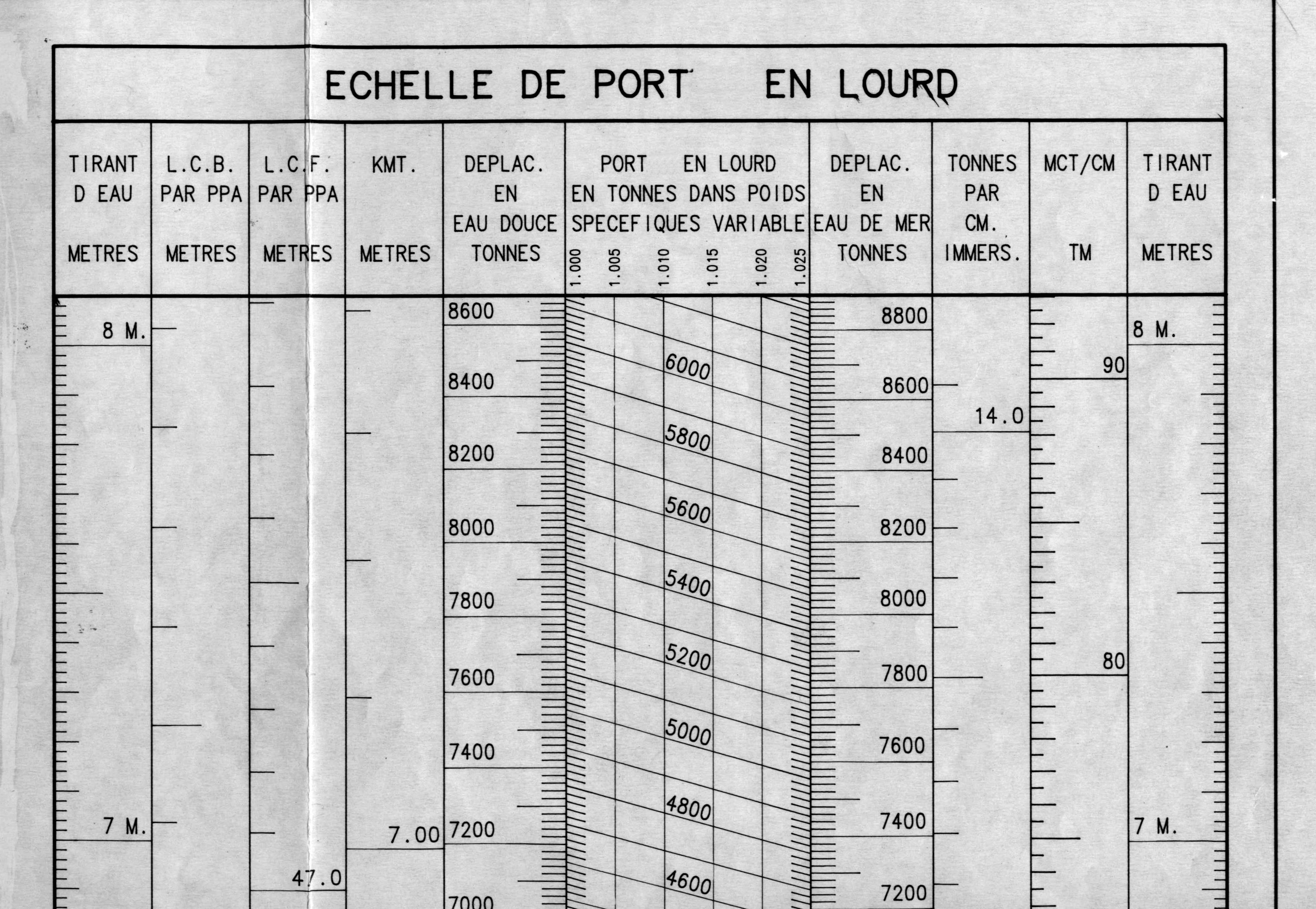
Scale for a 6,000 tonne DWT ship.